# الخط الزمني للصراع الفلسطيني الإسرائيلي (يناير إلى يونيو 2015)
الجدول الزمني للصراع الإسرائيلي الفلسطيني خلال الفترة من يناير إلى يونيو 2015 وفقا لوالا! في الفترة من يناير/كانون الثاني 2015 وحتى 26 أبريل/نيسان، تم تسجيل 172 هجوماً ضد شرطة حرس الحدود وفرق التدخل السريع في القدس. تم إلقاء 148 زجاجة مولوتوف و15 عبوة ناسفة على شرطة الحدود، وحادث إطلاق نار واحد، و4 محاولات طعن أو هجمات، و4 هجمات "دهس بالسيارات" (محاولة أو تنفيذ). وقد أصيب عدد كبير من رجال الشرطة في هذه الاشتباكات. 
بحسب مكتب الأمم المتحدة لتنسيق الشؤون الإنسانية (أوتشا)، فإنه في الفترة من 1 يناير/كانون الثاني إلى 22 أبريل/نيسان، تم اقتلاع أو تخريب ما لا يقل عن 8139 شجرة وشتلة زرعها فلسطينيون على يد المستوطنين الإسرائيليين. وارتفعت عمليات التفتيش والاعتقال الإسرائيلية في الأراضي الفلسطينية، والتي بلغ متوسطها 75 عملية أسبوعيا في السابق، إلى 86 عملية أسبوعيا في الأشهر الخمسة الأولى من عام 2015. وبحسب المصدر نفسه، فإن متوسط الإحصائيات من يناير/كانون الثاني إلى يونيو/حزيران بلغ 2 إسرائيليين، وباستثناء اعتداءات المستوطنين، بلغ عدد الفلسطينيين الذين أصيبوا على يد القوات الإسرائيلية 40 فلسطينياً أسبوعياً. وفي محافظة الخليل وحدها، اعتُقل 550 فلسطينياً، من بينهم 105 من المراهقين، خلال الفترة من يناير/كانون الثاني إلى يونيو/حزيران، وحُكم على 225 منهم بالاعتقال الإداري دون محاكمة.

### يناير
بحسب الشاباك ، تم تنفيذ 124 هجوما صنفها على أنها "إرهابية" في يناير/كانون الثاني، بما في ذلك: طعن واحد، و3 عمليات إطلاق نار بأسلحة صغيرة، و17 عبوة ناسفة ، و102 هجوم بالقنابل الحارقة. وأصيب 17 إسرائيليًا (7 منهم إصابتهم خطيرة أو متوسطة).
في يناير/كانون الثاني، ووفقاً للمجموعة العربية للتنمية والتمكين الوطني، وهي جمعية عربية لحقوق الإنسان، اعتقلت إسرائيل أكثر من 400 فلسطيني، بمعدل 13 شخصاً يومياً، من بينهم 57 قاصراً، و18 امرأة.  وبحسب منظمة بتسيلم ، فقد أكدت القوات الإسرائيلية منذ أواخر عام 2014 وحتى يناير/كانون الثاني 2015 تحولاً إلى اللجوء بشكل متكرر إلى استخدام الرصاص الحي عيار 0.22 بوصة من بنادق روجر 10/22 في المواجهات بالضفة الغربية، على عكس اللوائح التي تحظر اللجوء إلى إطلاق النار الحي ضد راشقي الحجارة. 
بحسب مكتب تنسيق الشؤون الإنسانية ، أصيب 42 فلسطينياً في اشتباكات مع القوات الإسرائيلية في الضفة الغربية في الفترة من 30 ديسمبر/كانون الأول إلى 12 يناير/كانون الثاني، 45% منهم (19) أطفال، و14 أصيبوا بالذخيرة الحية. وفي الفترة ذاتها، أفادت التقارير بأن 5,554 شجرة وشتلة زيتون تعرضت للتخريب على يد المستوطنين الإسرائيليين. وذكرت وسائل إعلام إسرائيلية أن فلسطينيين شنوا 11 هجوما، 6 منها تضمنت إلقاء الحجارة و3 منها بإلقاء زجاجات حارقة، على مستوطنين وإسرائيليين آخرين في الضفة الغربية والقدس الشرقية. هدمت الإدارة العسكرية الإسرائيلية 27 مبنى فلسطينياً في المنطقة (ج) من الضفة الغربية ، في حين تم هدم 5 مباني أخرى في القدس الشرقية ، بالإضافة إلى هدم اثنين آخرين من قبل أصحابها الفلسطينيين لتجنب الغرامات، وكل ذلك بسبب عدم وجود تصاريح بناء صادرة عن إسرائيل. في الفترة من 13 إلى 19 كانون الثاني/يناير، أصيب 25 فلسطينياً، بينهم 10 أطفال و3 نساء، في اشتباكات في مختلف أنحاء الضفة الغربية، 40% منهم خلال الاحتجاجات ضد الجدار الفاصل في بلعين، وإغلاق الطريق إلى كفر قدوم والطريق الذي يربط بين قريتي صوريف وجبعة في محافظة الخليل . وتم تسجيل ثلاث حوادث شملت قيام فلسطينيين بإلقاء الحجارة على مركبات إسرائيلية خلال نفس الفترة. أطلقت القوات الإسرائيلية النار 19 مرة خلال نفس الفترة باتجاه الفلسطينيين الذين حاولوا الدخول إلى المناطق المحظورة  في قطاع غزة. وفي الفترة من 20 إلى 26 يناير/كانون الثاني، أصيب 32 فلسطينياً، بينهم ثمانية أطفال وامرأتان، في اشتباكات، بينما هدمت السلطات الإسرائيلية 41 مبنى مملوكاً لفلسطينيين في المنطقة (ج) من الضفة الغربية، وأربعة في القدس الشرقية بسبب عدم وجود تصاريح، مما أدى إلى نزوح 81 فلسطينياً. وفي الفترة نفسها، وقعت 29 حادثة تضمنت قيام القوات البحرية والبرية الإسرائيلية بإطلاق النار على قوارب صيد من غزة وعلى فلسطينيين داخل القطاع في المناطق المحظورة الوصول إليها. في الفترة من 27 يناير/كانون الثاني إلى 2 فبراير/شباط، أصيب 41 فلسطينياً، من بينهم 7 أطفال و3 نساء، برصاص قوات الاحتلال الإسرائيلي في اشتباكات بالضفة الغربية. وقعت ثلاث حوادث رشق بالحجارة من قبل فلسطينيين في القدس الشرقية مما أدى إلى إلحاق أضرار بسيارتين إسرائيليتين. وبحسب جهاز الأمن الإسرائيلي "الشاباك"، فقد وقع 124 حادثاً متعلقاً بالعنف الفلسطيني، والذي عرّفه الجهاز على أنه "هجمات إرهابية" خلال الشهر نفسه: 115 حادثاً في الضفة الغربية، و18 في القدس، وحادث واحد في تل أبيب. ومن بين هذه الحوادث الـ102، كانت هناك حوادث إلقاء زجاجات المولوتوف و17 حادثة إلقاء قنابل يدوية بدائية الصنع. شملت ثلاث حوادث إطلاق نار من أسلحة صغيرة، وحادث واحد يتعلق بالاعتداء بالطعن.

### فبراير
خلال الأسبوع من 3 إلى 9 فبراير، أصيب 36 فلسطينياً من الضفة الغربية، من بينهم 9 أطفال، بجراح على يد القوات الإسرائيلية. 6 إصابات نتيجة إطلاق النار الحي. وأجرت إسرائيل 96 عملية بحث واعتقال خلال الفترة نفسها. وذكرت وسائل إعلام إسرائيلية أن 11 حادثة قام فيها فلسطينيون بإلقاء الحجارة أو الزجاجات الحارقة على سيارات أو ممتلكات المستوطنين، معظمها في القدس الشرقية. اخترقت الدبابات والجرافات الإسرائيلية أراضي غزة مرتين، شمال شرق خان يونس وشرق رفح، وأجرت عملية تسوية أرضية. وفي الأسبوع من 10 إلى 16 فبراير/شباط، أصيب 30 فلسطينياً، بينهم 9 أطفال، في اشتباكات مع القوات الإسرائيلية في الضفة الغربية. وذكرت التقارير أن ستة بالغين وأربعة أطفال أصيبوا بالرصاص الحي. على مدار الأسبوع 17-23، قُتل فلسطيني وأصيب 24 آخرون في مواجهات مع قوات الاحتلال التي نفذت 90 عملية تفتيش واعتقال، واعتقلت 102 فلسطيني، ما يرفع عدد الفلسطينيين المعتقلين منذ الأول من يناير/كانون الثاني إلى 899. وقد وقعت ثلاث حوادث اعتداء فلسطينيين على إسرائيليين خلال نفس الفترة. على مدى الفترة من 24 فبراير/شباط إلى 2 مارس/آذار، أصيب 64 فلسطينياً في اشتباكات مع القوات الإسرائيلية.

### مارس
على مدى الأسبوع الممتد من 3 إلى 9 مارس/آذار، تم تسجيل 31 حادثة تضمنت إطلاق زوارق بحرية إسرائيلية النار على قوارب صيد في غزة بالقرب من الحد الذي تفرضه إسرائيل والذي يبلغ 6 أميال بحرية، مما أسفر عن مقتل شخص واحد واعتقال ستة آخرين. أصيب 43 فلسطينيا في مواجهات مع قوات الاحتلال الإسرائيلي بالضفة الغربية. وتم تسجيل أربع حوادث خلال الفترة نفسها، إحداها تتعلق بدهس سيارة لخمسة إسرائيليين، وثلاث حوادث تتعلق برشق الحجارة وزجاجات المولوتوف. وأسفرت الحوادث الأخيرة عن إصابة شخصين وتضرر بعض السيارات. نفذت إسرائيل 80 عملية تفتيش واعتقال، أسفرت عن اعتقال 120 فلسطينياً. وقعت 6 هجمات للمستوطنين، وتم تسجيل ستة هجمات للمستوطنين الإسرائيليين أدت إلى إصابة فلسطينيين أو أضرار في الممتلكات، بما في ذلك الاعتداء الجسدي على فتاة تبلغ من العمر 15 عامًا في الخليل ورجل مسن في القدس. تم هدم 21 مبنى فلسطيني في المنطقة (ج) لعدم حصولها على تصاريح بناء إسرائيلية.  وفي الفترة ما بين 10 و16 مارس/آذار، أصيب 42 فلسطينياً، منهم 13 طفلاً، في اشتباكات مع القوات الإسرائيلية في مختلف أنحاء الضفة الغربية، معظمهم رداً على إلقاء الحجارة. 44%، أو 18 من الإصابات، بما في ذلك 9 أطفال، أصيبوا بالرصاص الحي. وعلى مدار الأسبوع نفسه، أطلقت القوات الإسرائيلية نيراناً "تحذيرية" على المناطق المحظورة الوصول إليها في غزة في 23 مناسبة. نفذت قوات الاحتلال الإسرائيلي عملية توغل واحدة لتسوية الأرض داخل قطاع غزة، بالقرب من مخيم المغازي للاجئين. اعتدى المستوطنون على الفلسطينيين أو ألحقوا الضرر بممتلكاتهم في 7 مناسبات. تم تسجيل 3 حوادث رشق حجارة من قبل فلسطينيين: إصابة امرأة إسرائيلية واحدة، وتضرر حافلتين. تم هدم 30 مبنى فلسطيني في الضفة الغربية، 22 في المنطقة (ج) و8 في القدس، بسبب عدم الحصول على تصريح بناء إسرائيلي. من بين هذه المباني، كان 13 مبنى سكنيًا، مما أدى إلى تشريد 78 شخصًا. وفي الفترة ما بين 17 و23 مارس/آذار، أصيب 21 فلسطينياً، بينهم 7 أطفال، في اشتباكات مع القوات الإسرائيلية. أطلقت إسرائيل 21 طلقة تحذيرية في البحر والبر باتجاه المناطق المحظورة في قطاع غزة. في 86 عملية تفتيش واعتقال تم اعتقال 93 فلسطينيا في الضفة الغربية. وفي المنطقة (ج) بالضفة الغربية، تم هدم 30 مبنى فلسطينيا لعدم حصولها على تصاريح إسرائيلية، 27 منها تابعة لتجمعات الرعي في المكحول والحديدية في شمال الأغوار ، و3 في أبو ديس ، وذلك ضمن خطة إسرائيلية لنقل 46 تجمعا بالقوة. اقتلعت قوات الاحتلال الإسرائيلي، 492 شجرة وشتلة من أراضي قرى مجدل بني فاضل (نابلس)، وبديا (سلفيت)، والظاهرية (الخليل)، بالضفة الغربية، بحجة أنها مزروعة على أراضي دولة إسرائيلية. هاجم المستوطنون الإسرائيليون الفلسطينيين 4 مرات، مما أدى إلى إصابة فلسطينيين أو أضرار في الممتلكات، كما أدى حادثان لإلقاء الحجارة على فلسطينيين في القدس الشرقية، أحدهما على حافلة والآخر على مساكن المستوطنين، إلى إصابة 4 إسرائيليين، بما في ذلك طفلان. في الفترة ما بين 34 آذار/مارس و2 نيسان/أبريل، أصيب 64 فلسطينياً، بينهم خمسة أطفال، خلال اشتباكات مع القوات الإسرائيلية. نفذت إسرائيل 110 عمليات تفتيش واعتقال، واعتقلت 132 فلسطينياً في الضفة الغربية.

### ابريل
خلال الأسبوعين من 31 مارس/آذار إلى 31 أبريل/نيسان، أصيب 117 فلسطينياً في مواجهات، معظمها مسيرات احتجاجية، تضمنت إلقاء الحجارة: 14 منهم أصيبوا بنيران حية، بينهم 4 أطفال. وفي 36 مناسبة أطلقت القوات الإسرائيلية النار على المدنيين في غزة بالقرب من السياج الحدودي أو في البحر. أطلق مسلحون من غزة النار مرتين على تجمعات سكنية إسرائيلية عبر الحدود. وتم تنفيذ 147 عملية تفتيش واعتقال، وتم اعتقال 197 فلسطينيا. تم هدم 9 مبان فلسطينية في القدس الشرقية بسبب عدم الحصول على تصاريح إسرائيلية. وتم تسجيل 4 هجمات من قبل المستوطنين، مما أدى إلى إصابة فتاتين تبلغان من العمر 11 و16 عامًا، في حين تم الإبلاغ عن 5 هجمات فلسطينية على المستوطنين أو ممتلكاتهم، حيث أصيب 4 مستوطنين نتيجة لإلقاء الحجارة على الحافلات.  أصيب 31 فلسطينيا، بينهم 12 طفلا، في اشتباكات مع القوات الإسرائيلية في الفترة من 14 إلى 21 نيسان/أبريل. نصف الحوادث كانت تتعلق بإلقاء الحجارة. أطلقت القوات الإسرائيلية نيرانها التحذيرية 22 مرة باتجاه قطاع غزة ومياهه الساحلية. لقي إسرائيلي حتفه وأصيبت امرأة في حادث سير وصفته مصادر إسرائيلية بأنه متعمد ووصفته مصادر فلسطينية بأنه عرضي. تم الإبلاغ عن وقوع اعتداءين للمستوطنين. قامت السلطات الإسرائيلية بتفكيك ومصادرة 8 ألواح شمسية تبرعت بها منظمة غير حكومية دولية لمنزلين بدويين في خان الأحمر أبو الحلو بالقدس.  في الفترة من 21 إلى 27 نيسان/أبريل، أصيب 49 فلسطينياً (منهم 11 طفلاً و4 نساء) برصاص القوات الإسرائيلية في مواجهات مختلفة، معظمها كانت عبارة عن رشق بالحجارة. في 18 مناسبة أطلقت إسرائيل النار على فلسطينيين في المناطق المحظورة الوصول إليها في قطاع غزة. وفي مناسبتين أصيب مزارع وصبي يبلغ من العمر 17 عامًا. أصيب مستوطن بجروح أثناء تواجده على متن حافلة في قرية الطور، جراء تعرضه للرشق بالحجارة. - تضرر سيارة أحد المستوطنين جراء إلقاء زجاجة حارقة عليها بالقرب من بيت عور التحتا (رام الله). 

### يونيو
وفي الفترة ما بين 2 و9 حزيران/يونيو، أدت العمليات التي نفذتها القوات الإسرائيلية والاشتباكات في الضفة الغربية إلى إصابة 19 فلسطينياً، بينهم 7 أطفال، على يد القوات الإسرائيلية في الضفة الغربية في سياق الاشتباكات. كما أصيب فتيان يبلغان من العمر 13 و16 عاماً على التوالي بالرصاص الحي في سلواد (رام الله) ومخيم بلاطة للاجئين . أصيب ثلاثة شبان (12 و17 عاما) بقنابل الصوت في القدس الشرقية خلال مواجهات، فيما أصيب فتى (17 عاما) من أبو ديس برصاصة مطاطية. أصيب طفل يبلغ من العمر 9 سنوات بحروق بالغة عندما قام بالعبث بذخيرة إسرائيلية غير منفجرة بالقرب من منزله في طوبا. أطلقت مجموعة مسلحة من غزة صواريخ على إسرائيل مرتين. وفي 25 مناسبة، أطلقت القوات الإسرائيلية النار على سكان غزة الذين كانوا يصطادون في المنطقة المحظورة، أو يمارسون الزراعة بالقرب من الحدود. وأدت عمليات التفتيش والاعتقال إلى اعتقال 122 فلسطينيا. هدمت إسرائيل 28 مبنى في المنطقة (ج) بالضفة الغربية والقدس الشرقية، بحجة عدم حصولها على تراخيص إسرائيلية. وقد تم تسجيل هجومين للمستوطنين يتضمنان إلقاء الحجارة على حركة المرور الفلسطينية.  وفي الفترة ما بين 9 و15 حزيران/يونيو، قُتل فلسطينيان بالرصاص، وفقاً لمصادر إسرائيلية، أثناء محاولتهما إلقاء زجاجات حارقة. أصيب 15 فلسطينيا، بينهم 3 أطفال، بجروح. أطلقت القوات الإسرائيلية النار في المناطق المحظورة حول غزة في 12 مناسبة. تم اعتقال 98 فلسطينياً خلال 81 عملية تفتيش واعتقال في الضفة الغربية وواحدة بالقرب من غزة. وتم هدم 16 مبنى مملوكاً لفلسطينيين لعدم وجود تصاريح إسرائيلية، 13 منها في المنطقة (ج) و3 في القدس الشرقية. وقعت اعتداءات للمستوطنين، حيث تم إتلاف 8 أشجار في قرية سوسيا (الخليل)، وإحراق 20 دونماً من حقول القمح في قرية كفر اللبد القريبة من مستوطنة عيناف الإسرائيلية. أفادت التقارير بوقوع 3 هجمات فلسطينية ضد إسرائيليين في القدس الشرقية. وفي إحدى الحوادث أصيبت امرأة إسرائيلية بجروح جراء إلقاء الحجارة، كما لحقت أضرار بمسكن أحد المستوطنين وسيارة.  في الفترة ما بين 16 و22 تموز/يوليو، قُتل مواطن إسرائيلي وجُرح آخر على يد فلسطيني بالقرب منه. وذكرت التقارير أن مدنياً إسرائيلياً أصيب على يد فلسطيني أثناء قيامه بجولة بالقرب من دير إبزيع في الضفة الغربية. طعن فلسطيني شرطيا في القدس الشرقية. أصيب 19 فلسطينيا، بينهم طفلان، بجراح. وفي حادثين وقعا في المنطقة المحظورة في غزة، أطلق جنود الاحتلال النار على ثلاثة مدنيين، ودخلوا قطاع غزة لتسوية الأرض بالجرافات. هدم منزل في بيت حنينا بحجة عدم الترخيص. وتم تسجيل 5 اعتداءات للمستوطنين على ممتلكات الفلسطينيين، وإتلاف أشجار الزيتون، أو رشق سيارات الفلسطينيين بالحجارة. أصيب 5 إسرائيليين بجروح نتيجة رشقهم بالحجارة من قبل الفلسطينيين.  على مدى الأسبوع من 23 إلى 29 يونيو/حزيران، قُتل فلسطيني بالرصاص بالقرب من حاجز الحمرا، وفي غارة لاحقة أصيب شاب يبلغ من العمر 17 عاماً بالذخيرة الحية في العوجا. قُتل مستوطن وأصيب 3 آخرون في إطلاق نار من سيارة عابرة قرب نابلس، كما طعنت امرأة فلسطينية شرطية إسرائيلية أثناء أداء واجبها على حاجز قرب جيلو. تم تسجيل 3 حوادث أدت إلى أضرار في الممتلكات الإسرائيلية، بما في ذلك إطلاق النار على سيارة إسعاف بالقرب من مستوطنة بيت إيل. أصيب 9 فلسطينيين بينهم طفلان، بجروح مختلفة، جراء إلقاء قوات الاحتلال الإسرائيلي الحجارة على متظاهرين في بلدات الرام وكفر قدوم ونعلين ومخيم عسكر والعوجا. أطلقت القوات الإسرائيلية النار 8 مرات في المنطقة المحمية شمال قطاع غزة، وأطلقت صاروخا في إحدى المرات على مزرعة زيتون بالقرب من بيت حانون. وتضررت القوارب والمحاصيل. تم تسجيل 5 هجمات للمستوطنين، مما أدى إلى أضرار في الممتلكات وإصابات شخصية في الخليل والقدس الشرقية، في حين تم إحراق 20 دونمًا في قرية طيبة ، وتضررت سيارة بسبب إلقاء الحجارة بالقرب من مجدل بني فاضل.